# Times Three
Times Three fora uma banda maltesa formada por  Philippa Farrugia Randon, Diane Stafrace e Francesca Tabone, e conhecida pela sua participação no Festival Eurovisão da Canção 1999,realizado em Jerusalém. 
A banda foi formada especificamente para participar da seleção maltesa com a canção "Believe 'n Peace", escrita por Christopher Scicluna e Moira Stafrace, os quais, como Chris & Moira, tinham participado no Festival Eurovisão da Canção 1994. "Believe 'n Peace" foi escolhida por um júri entre 16 canções e participou no Festival Eurovisão da Canção 1999, que ocorreu em Jerusalém em 29 de maio.  A canção, interpretada na noite com Chris & Moira como coristas, terminou em 15.º lugar, a pior classificação no Festival Eurovisão da Canção para Malta na década de 1990 e causou desapontamento.
Estava previsto lançar outro single, mas a má classificação levou ao fim da banda que se dissolveu pouco depois.

## Depois dos Times Three
Philippa cantou como cantora solo algumas vezes na televisão maltesa, mas não lançou qualquer single. Diane Stafrace tornou-se modelo com sucesso na Europa.